# 黎少镇
黎少镇，是中华人民共和国广东省云浮市罗定市下辖的一个乡镇级行政单位。

## 行政区划
黎少镇下辖以下地区：
黎少社区、黎少村、寨坪村、田心村、里塘村、林濮村、丽芝村、泗片村、大塘村、元珠村、隆久村、林泽迳村、三家店村、横岗村、大陂村、松木村、赤岭村、黄沙口村和坡塘村。